# Sam Prekop
Sam Prekop es un músico estadounidense de indie rock que además de editar álbumes como solista es guitarrista del grupo de Chicago The sea and cake. Es hijo del fotógrafo Martin Prekop.
Prekop alcanza notoriedad por primera vez gracias a su participación en la banda Shrimp Boat entre los años 1988 y 1993. son varios los músicos reconocidos que han actuado con Prekop, tales como Chad Taylor, Josh Abrams, Jim O'Rourke, o Archer Prewitt.

## Discografía
- Self-titled - 1999 (Thrill Jockey)
- Who's Your New Professor - 2005 (Thrill Jockey)
- Comma - 2020
- The Republic - 2015
- Old Punch Card - 2010
- Sons of - 2022 (con John McIntyre)

- Datos: Q7408034